# جاستن لاسين
جاستن لاسين (بالإنجليزية: Justin Lassen)‏ هو ملحن ومنتج أسطوانات أمريكي، ولد في 27 أغسطس 1981 في دنفر في الولايات المتحدة.

## وصلات خارجية
- جاستن لاسين على موقع IMDb (الإنجليزية)
- جاستن لاسين على موقع ميوزك برينز (الإنجليزية)
- جاستن لاسين على موقع ديسكوغز (الإنجليزية)